# Premier League de 2021–22
A Primeira Divisão do Campeonato Inglês de Futebol da temporada 2021–2022 foi a 120ª edição da principal divisão do futebol inglês (30ª como Premier League).
Foi a terceira temporada a ter um intervalo no meio da temporada em fevereiro, onde cinco jogos de uma rodada normal de dez serão disputados em um fim de semana e os cinco restantes no fim de semana seguinte. Também foi a terceira temporada a usar o VAR. As datas de início e fim foram divulgadas em 25 de março de 2021. As partidas foram publicadas em 16 de junho de 2021.

## Regulamento
A Premier League é disputada por 20 clubes em dois turnos. Em cada turno, todos os times jogam entre si uma única vez. Os jogos do segundo turno não são realizados na mesma ordem do primeiro. Não há campeões por turnos, sendo declarado campeão da Inglaterra o time que obtiver o maior número de pontos após as 38 rodadas.

### Critérios de desempate
Caso haja empate de pontos entre dois clubes, os critérios de desempates serão aplicados na seguinte ordem:
1. Saldo de gols
2. Gols marcados

## Participantes

### Promovidos e rebaixados
| Pos. | Rebaixados da Primeira Divisão |
| ---- | ------------------------------ |
| 18°  | Fulham                         |
| 19°  | West Bromwich                  |
| 20°  | Sheffield United               |

| Pos. | Promovidos da Segunda Divisão |
| ---- | ----------------------------- |
| 1º   | Norwich City                  |
| 2º   | Watford                       |
| 3º   | Brentford (Play-offs)         |

### Informações das equipes
| Equipe                 | Cidade              | Treinador                                    | Estádio (mando)             | Capacidade | Títulos (último) | Material esportivo |
| ---------------------- | ------------------- | -------------------------------------------- | --------------------------- | ---------- | ---------------- | ------------------ |
| Arsenal                | Londres             | Mikel Arteta                                 | Emirates Stadium            | 60,704     | 13 (2003–04)     | Adidas             |
| Aston Villa            | Birmingham          | Steven Gerrard                               | Villa Park                  | 42,682     | 7 (1980–81)      | Kappa              |
| Brentford              | Londres             | Thomas Frank                                 | Brentford Community Stadium | 17.250     | 0 (não possui)   | Umbro              |
| Brighton & Hove Albion | Brighton            | Graham Potter                                | Falmer Stadium              | 30,750     | 0 (não possui)   | Nike               |
| Burnley                | Burnley             | Mike Jackson Connor King Ben Mee (interinos) | Turf Moor                   | 21,944     | 2 (1959–60)      | Umbro              |
| Chelsea                | Londres             | Thomas Tuchel                                | Stamford Bridge             | 40,834     | 6 (2016–17)      | Nike               |
| Crystal Palace         | Londres             | Patrick Vieira                               | Selhurst Park               | 25,486     | 0 (não possui)   | Puma               |
| Everton                | Liverpool           | Frank Lampard                                | Goodison Park               | 39,414     | 9 (1987–88)      | Hummel             |
| Leeds United           | Leeds               | Jesse Marsch                                 | Elland Road                 | 37,792     | 3 (1991–92)      | Adidas             |
| Leicester City         | Leicester           | Brendan Rodgers                              | King Power Stadium          | 32,312     | 1 (2015–16)      | Adidas             |
| Liverpool              | Liverpool           | Jürgen Klopp                                 | Anfield                     | 53,394     | 19 (2019–20)     | Nike               |
| Manchester City        | Manchester          | Pep Guardiola                                | City of Manchester Stadium  | 55,017     | 7 (2020–21)      | Puma               |
| Manchester United      | Manchester          | Ralf Rangnick                                | Old Trafford                | 74,140     | 20 (2012–13)     | Adidas             |
| Newcastle United       | Newcastle upon Tyne | Eddie Howe                                   | St James' Park              | 52,305     | 4 (1926–27)      | Puma               |
| Norwich City           | Norwich             | Dean Smith                                   | Carrow Road                 | 27,244     | 1 (1897–98)      | Erreà              |
| Southampton            | Southampton         | Ralph Hasenhüttl                             | St Mary's Stadium           | 32,384     | 0 (não possui)   | Under Armour       |
| Tottenham              | Londres             | Antonio Conte                                | Tottenham Hotspur Stadium   | 62,303     | 2 (1960–61)      | Nike               |
| Watford                | Watford             | Roy Hodgson                                  | Vicarage Road               | 22,200     | 1 (1919–20)      | Kelme              |
| West Ham               | Londres             | David Moyes                                  | Olímpico de Londres         | 60,000     | 0 (não possui)   | Umbro              |
| Wolverhampton          | Wolverhampton       | Bruno Lage                                   | Molineux Stadium            | 32,050     | 3 (1958–59)      | Adidas             |

### Mudança de treinadores
| Clube             | Antecessor            | Motivo                       | Data da vaga            | Pos           | Sucessor                                     | Data da nomeação        | Ref           |
| ----------------- | --------------------- | ---------------------------- | ----------------------- | ------------- | -------------------------------------------- | ----------------------- | ------------- |
| Crystal Palace    | Roy Hodgson           | Se aposentou                 | 24 de maio de 2021      | Pré-temporada | Patrick Vieira                               | 4 de julho de 2021      | [ 22 ] [ 23 ] |
| Wolverhampton     | Nuno Espírito Santo   | Consenso mútuo               | 24 de maio de 2021      | Pré-temporada | Bruno Lage                                   | 9 de junho de 2021      | [ 24 ] [ 25 ] |
| Everton           | Carlo Ancelotti       | Contratado pelo Real Madrid  | 1 de junho de 2021      | Pré-temporada | Rafael Benítez                               | 30 de junho de 2021     | [ 26 ] [ 27 ] |
| Tottenham         | Ryan Mason (interino) | Fim do período como interino | 30 de junho de 2021     | Pré-temporada | Nuno Espírito Santo                          | 30 de junho de 2021     | [ 28 ] [ 29 ] |
| Watford           | Xisco Muñoz           | Demitido                     | 3 de outubro de 2021    | 14º           | Claudio Ranieri                              | 4 de outubro de 2021    | [ 28 ] [ 29 ] |
| Newcastle         | Steve Bruce           | Consenso mútuo               | 20 de outubro de 2021   | 19º           | Eddie Howe                                   | 8 de novembro de 2021   | [ 30 ]        |
| Tottenham         | Nuno Espírito Santo   | Demitido                     | 1 de novembro de 2021   | 8º            | Antonio Conte                                | 2 de novembro de 2021   | [ 31 ] [ 32 ] |
| Norwich City      | Daniel Farke          | Demitido                     | 6 de novembro de 2021   | 20º           | Dean Smith                                   | 15 de novembro de 2021  | [ 33 ] [ 34 ] |
| Aston Villa       | Dean Smith            | Demitido                     | 7 de novembro de 2021   | 15º           | Steven Gerrard                               | 11 de novembro de 2021  | [ 35 ] [ 36 ] |
| Manchester United | Ole Gunnar Solskjær   | Demitido                     | 21 de novembro de 2021  | 7º            | Ralf Rangnick                                | 21 de novembro de 2021  | [ 37 ] [ 38 ] |
| Everton           | Rafael Benítez        | Demitido                     | 16 de janeiro de 2022   | 15º           | Frank Lampard                                | 31 de janeiro de 2022   | [ 40 ] [ 41 ] |
| Watford           | Claudio Ranieri       | Demitido                     | 24 de janeiro de 2022   | 19º           | Roy Hodgson                                  | 25 de janeiro de 2022   | [ 42 ] [ 43 ] |
| Leeds United      | Marcelo Bielsa        | Demitido                     | 27 de fevereiro de 2022 | 16º           | Jesse Marsch                                 | 28 de fevereiro de 2022 | [ 44 ] [ 45 ] |
| Burnley           | Sean Dyche            | Demitido                     | 15 de abril de 2022     | 18º           | Mike Jackson Connor King Ben Mee (interinos) | 15 de abril de 2022     | [ 46 ]        |

## Classificação
| Pos | Equipe                 | Pts | J  | V  | E  | D  | GP | GC | SG  | Classificação ou descenso                               |
| --- | ---------------------- | --- | -- | -- | -- | -- | -- | -- | --- | ------------------------------------------------------- |
| 1   | Manchester City (C)    | 93  | 38 | 29 | 6  | 3  | 99 | 26 | +73 | Fase de Grupos da Liga dos Campeões da UEFA de 2022–23  |
| 2   | Liverpool              | 92  | 38 | 28 | 8  | 2  | 94 | 26 | +68 | Fase de Grupos da Liga dos Campeões da UEFA de 2022–23  |
| 3   | Chelsea                | 74  | 38 | 21 | 11 | 6  | 76 | 33 | +43 | Fase de Grupos da Liga dos Campeões da UEFA de 2022–23  |
| 4   | Tottenham              | 71  | 38 | 22 | 5  | 11 | 69 | 40 | +29 | Fase de Grupos da Liga dos Campeões da UEFA de 2022–23  |
| 5   | Arsenal                | 69  | 38 | 22 | 3  | 13 | 61 | 48 | +13 | Fase de Grupos da Liga Europa da UEFA de 2022–23        |
| 6   | Manchester United      | 58  | 38 | 16 | 10 | 12 | 57 | 57 | 0   | Fase de Grupos da Liga Europa da UEFA de 2022–23        |
| 7   | West Ham               | 56  | 38 | 16 | 8  | 14 | 60 | 51 | +9  | Play-offs da Liga Conferência Europa da UEFA de 2022–23 |
| 8   | Leicester              | 52  | 38 | 14 | 10 | 14 | 62 | 59 | +3  |                                                         |
| 9   | Brighton & Hove Albion | 51  | 38 | 12 | 15 | 11 | 42 | 44 | −2  |                                                         |
| 10  | Wolverhampton          | 51  | 38 | 15 | 6  | 17 | 38 | 43 | −5  |                                                         |
| 11  | Newcastle              | 49  | 38 | 13 | 10 | 15 | 44 | 62 | −18 |                                                         |
| 12  | Crystal Palace         | 48  | 38 | 11 | 15 | 12 | 50 | 46 | +4  |                                                         |
| 13  | Brentford              | 46  | 38 | 13 | 7  | 18 | 48 | 56 | −8  |                                                         |
| 14  | Aston Villa            | 45  | 38 | 13 | 6  | 19 | 52 | 54 | −2  |                                                         |
| 15  | Southampton            | 40  | 38 | 9  | 13 | 16 | 43 | 67 | −24 |                                                         |
| 16  | Everton                | 39  | 38 | 11 | 6  | 21 | 43 | 66 | −23 |                                                         |
| 17  | Leeds United           | 38  | 38 | 9  | 11 | 18 | 42 | 79 | −37 |                                                         |
| 18  | Burnley (R)            | 35  | 38 | 7  | 14 | 17 | 34 | 53 | −19 | Zona de rebaixamento à EFL Championship de 2022–23      |
| 19  | Watford (R)            | 23  | 38 | 6  | 5  | 27 | 34 | 77 | −43 | Zona de rebaixamento à EFL Championship de 2022–23      |
| 20  | Norwich City (R)       | 22  | 38 | 5  | 7  | 26 | 23 | 84 | −61 | Zona de rebaixamento à EFL Championship de 2022–23      |

1. 1 2  Como os vencedores da Copa da Inglaterra 2021–22 e da Copa da Liga Inglesa de 2021–22, Liverpool, se classificou para a Liga dos Campeões, a vaga dada aos vencedores da FA Cup (fase de grupos da Liga Europa) foi ultrapassada para o sexto colocado e a vaga dada aos vencedores da Copa da Liga (eliminatória da Europa Conference League) foi passada para o sétimo colocado.[47]

## Confrontos
| Mandante \ Visitante   | ARS | AVL | BRE | BHA | BUR | CHE | CRY | EVE | LEE | LEI | LIV | MCI | MUN | NEW | NOR | SOU | TOT | WAT | WHU | WOL |
| ---------------------- | --- | --- | --- | --- | --- | --- | --- | --- | --- | --- | --- | --- | --- | --- | --- | --- | --- | --- | --- | --- |
| Arsenal                | —   | 3–1 | 2–1 | 1–2 | 0–0 | 0–2 | 2–2 | 5–1 | 2–1 | 2–0 | 0–2 | 1–2 | 3–1 | 2–0 | 1–0 | 3–0 | 3–1 | 1–0 | 2–0 | 2–1 |
| Aston Villa            | 0–1 | —   | 1–1 | 2–0 | 1–1 | 1–3 | 1–1 | 3–0 | 3–3 | 2–1 | 1–2 | 1–2 | 2–2 | 2–0 | 2–0 | 4–0 | 0–4 | 0–1 | 1–4 | 2–3 |
| Brentford              | 2–0 | 2–1 | —   | 0–1 | 2–0 | 0–1 | 0–0 | 1–0 | 1–2 | 1–2 | 3–3 | 0–1 | 1–3 | 0–2 | 1–2 | 3–0 | 0–0 | 2–1 | 2–0 | 1–2 |
| Brighton & Hove Albion | 0–0 | 0–2 | 2–0 | —   | 0–3 | 1–1 | 1–1 | 0–2 | 0–0 | 2–1 | 0–2 | 1–4 | 4–0 | 1–1 | 0–0 | 2–2 | 0–2 | 2–0 | 3–1 | 0–1 |
| Burnley                | 0–1 | 1–3 | 3–1 | 1–2 | —   | 0–4 | 3–3 | 3–2 | 1–1 | 0–2 | 0–1 | 0–2 | 1–1 | 1–2 | 0–0 | 2–0 | 1–0 | 0–0 | 0–0 | 1–0 |
| Chelsea                | 2–4 | 3–0 | 1–4 | 1–1 | 1–1 | —   | 3–0 | 1–1 | 3–2 | 1–1 | 2–2 | 0–1 | 1–1 | 1–0 | 7–0 | 3–1 | 2–0 | 2–1 | 1–0 | 2–2 |
| Crystal Palace         | 3–0 | 1–2 | 0–0 | 1–1 | 1–1 | 0–1 | —   | 3–1 | 0–0 | 2–2 | 1–3 | 0–0 | 1–0 | 1–1 | 3–0 | 2–2 | 3–0 | 1–0 | 2–3 | 2–0 |
| Everton                | 2–1 | 0–1 | 2–3 | 2–3 | 3–1 | 1–0 | 3–2 | —   | 3–0 | 1–1 | 1–4 | 0–1 | 1–0 | 1–0 | 2–0 | 3–1 | 0–0 | 2–5 | 0–1 | 0–1 |
| Leeds United           | 1–4 | 0–3 | 2–2 | 1–1 | 3–1 | 0–3 | 1–0 | 2–2 | —   | 1–1 | 0–3 | 0–4 | 2–4 | 0–1 | 2–1 | 1–1 | 0–4 | 1–0 | 1–2 | 1–1 |
| Leicester              | 0–2 | 0–0 | 2–1 | 1–1 | 2–2 | 0–3 | 2–1 | 1–2 | 1–0 | —   | 1–0 | 0–1 | 4–2 | 4–0 | 3–0 | 4–1 | 2–3 | 4–2 | 2–2 | 1–0 |
| Liverpool              | 4–0 | 1–0 | 3–0 | 2–2 | 2–0 | 1–1 | 3–0 | 2–0 | 6–0 | 2–0 | —   | 2–2 | 4–0 | 3–1 | 3–1 | 4–0 | 1–1 | 2–0 | 1–0 | 3–1 |
| Manchester City        | 5–0 | 3–2 | 2–0 | 3–0 | 2–0 | 1–0 | 0–2 | 3–0 | 7–0 | 6–3 | 2–2 | —   | 4–1 | 5–0 | 5–0 | 0–0 | 2–3 | 5–1 | 2–1 | 1–0 |
| Manchester United      | 3–2 | 0–1 | 3–0 | 2–0 | 3–1 | 1–1 | 1–0 | 1–1 | 5–1 | 1–1 | 0–5 | 0–2 | —   | 4–1 | 3–2 | 1–1 | 3–2 | 0–0 | 1–0 | 0–1 |
| Newcastle              | 2–0 | 1–0 | 3–3 | 2–1 | 1–0 | 0–3 | 1–0 | 3–1 | 1–1 | 2–1 | 0–1 | 0–4 | 1–1 | —   | 1–1 | 2–2 | 2–3 | 1–1 | 2–4 | 1–0 |
| Norwich City           | 0–5 | 0–2 | 1–3 | 0–0 | 2–0 | 1–3 | 1–1 | 2–1 | 1–2 | 1–2 | 0–3 | 0–4 | 0–1 | 0–3 | —   | 2–1 | 0–5 | 1–3 | 0–4 | 0–0 |
| Southampton            | 1–0 | 1–0 | 4–1 | 1–1 | 2–2 | 0–6 | 1–2 | 2–0 | 1–0 | 2–2 | 1–2 | 1–1 | 1–1 | 1–2 | 2–0 | —   | 1–1 | 1–2 | 0–0 | 0–1 |
| Tottenham              | 3–0 | 2–1 | 2–0 | 0–1 | 1–0 | 0–3 | 3–0 | 5–0 | 2–1 | 3–1 | 2–2 | 1–0 | 0–3 | 5–1 | 3–0 | 2–3 | —   | 1–0 | 3–1 | 0–2 |
| Watford                | 2–3 | 3–2 | 1–2 | 0–2 | 1–2 | 1–2 | 1–4 | 0–0 | 0–3 | 1–5 | 0–5 | 1–3 | 4–1 | 1–1 | 0–3 | 0–1 | 0–1 | —   | 1–4 | 0–2 |
| West Ham               | 1–2 | 2–1 | 1–2 | 1–1 | 1–1 | 3–2 | 2–2 | 2–1 | 2–3 | 4–1 | 3–2 | 2–2 | 1–2 | 1–1 | 2–0 | 2–3 | 1–0 | 1–0 | —   | 1–0 |
| Wolverhampton          | 0–1 | 2–1 | 0–2 | 0–3 | 0–0 | 0–0 | 0–2 | 2–1 | 2–3 | 2–1 | 0–1 | 1–5 | 0–1 | 2–1 | 1–1 | 3–1 | 0–1 | 4–0 | 1–0 | —   |

## Desempenho por rodada
Clubes que lideraram o campeonato ao final de cada rodada:
| Rodadas | Rodadas | Rodadas | Rodadas | Rodadas | Rodadas | Rodadas | Rodadas | Rodadas | Rodadas | Rodadas | Rodadas | Rodadas | Rodadas | Rodadas | Rodadas | Rodadas | Rodadas | Rodadas | Rodadas | Rodadas | Rodadas | Rodadas | Rodadas | Rodadas | Rodadas | Rodadas | Rodadas | Rodadas | Rodadas | Rodadas | Rodadas | Rodadas | Rodadas | Rodadas | Rodadas | Rodadas | Rodadas |
| ------- | ------- | ------- | ------- | ------- | ------- | ------- | ------- | ------- | ------- | ------- | ------- | ------- | ------- | ------- | ------- | ------- | ------- | ------- | ------- | ------- | ------- | ------- | ------- | ------- | ------- | ------- | ------- | ------- | ------- | ------- | ------- | ------- | ------- | ------- | ------- | ------- | ------- |
| 1       | 2       | 3       | 4       | 5       | 6       | 7       | 8       | 9       | 10      | 11      | 12      | 13      | 14      | 15      | 16      | 17      | 18      | 19      | 20      | 21      | 22      | 23      | 24      | 25      | 26      | 27      | 28      | 29      | 30      | 31      | 32      | 33      | 34      | 35      | 36      | 37      | 38      |
| MUN     | WHA     | TOT     | MUN     | CHE     | LIV     | CHE     | CHE     | CHE     | CHE     | CHE     | CHE     | CHE     | CHE     | MCI     | MCI     | MCI     | MCI     | MCI     | MCI     | MCI     | MCI     | MCI     | MCI     | MCI     | MCI     | MCI     | MCI     | MCI     | MCI     | MCI     | MCI     | MCI     | MCI     | MCI     | MCI     | MCI     | MCI     |

Clubes que ficaram na última posição do campeonato ao final de cada rodada:
| Rodadas | Rodadas | Rodadas | Rodadas | Rodadas | Rodadas | Rodadas | Rodadas | Rodadas | Rodadas | Rodadas | Rodadas | Rodadas | Rodadas | Rodadas | Rodadas | Rodadas | Rodadas | Rodadas | Rodadas | Rodadas | Rodadas | Rodadas | Rodadas | Rodadas | Rodadas | Rodadas | Rodadas | Rodadas | Rodadas | Rodadas | Rodadas | Rodadas | Rodadas | Rodadas | Rodadas | Rodadas | Rodadas |
| ------- | ------- | ------- | ------- | ------- | ------- | ------- | ------- | ------- | ------- | ------- | ------- | ------- | ------- | ------- | ------- | ------- | ------- | ------- | ------- | ------- | ------- | ------- | ------- | ------- | ------- | ------- | ------- | ------- | ------- | ------- | ------- | ------- | ------- | ------- | ------- | ------- | ------- |
| 1       | 2       | 3       | 4       | 5       | 6       | 7       | 8       | 9       | 10      | 11      | 12      | 13      | 14      | 15      | 16      | 17      | 18      | 19      | 20      | 21      | 22      | 23      | 24      | 25      | 26      | 27      | 28      | 29      | 30      | 31      | 32      | 33      | 34      | 35      | 36      | 37      | 38      |
| LEE     | NOR     | ARS     | NOR     | NOR     | NOR     | NOR     | NOR     | NOR     | NOR     | NOR     | NEW     | NEW     | NEW     | NOR     | NOR     | NOR     | NOR     | NOR     | NOR     | NOR     | BUR     | BUR     | BUR     | BUR     | NOR     | NOR     | NOR     | NOR     | NOR     | NOR     | NOR     | NOR     | NOR     | NOR     | NOR     | NOR     | NOR     |

## Estatísticas
Atualizado em 22 de maio de 2022.
| Pos. | Jogador           | Equipe            | Gols |
| ---- | ----------------- | ----------------- | ---- |
| 1    | Son Heung-min     | Tottenham         | 23   |
| 1    | Mohamed Salah     | Liverpool         | 23   |
| 3    | Cristiano Ronaldo | Manchester United | 18   |
| 4    | Harry Kane        | Tottenham         | 17   |
| 5    | Sadio Mané        | Liverpool         | 16   |
| 6    | Kevin De Bruyne   | Manchester City   | 15   |
| 6    | Diogo Jota        | Liverpool         | 15   |
| 6    | Jamie Vardy       | Leicester         | 15   |
| 9    | Wilfried Zaha     | Crystal Palace    | 14   |
| 10   | Raheem Sterling   | Manchester City   | 13   |
| 11   | Jarrod Bowen      | West Ham          | 12   |
| 11   | James Maddison    | Leicester         | 12   |
| 11   | Ivan Toney        | Brentford         | 12   |

| Pos. | Jogador                | Equipe            | Assists. |
| ---- | ---------------------- | ----------------- | -------- |
| 1    | Mohamed Salah          | Liverpool         | 13       |
| 2    | Trent Alexander-Arnold | Liverpool         | 12       |
| 3    | Harvey Barnes          | Leicester         | 10       |
| 3    | Jarrod Bowen           | West Ham          | 10       |
| 3    | Mason Mount            | Chelsea           | 10       |
| 3    | Andrew Robertson       | Liverpool         | 10       |
| 7    | Reece James            | Chelsea           | 9        |
| 7    | Harry Kane             | Tottenham         | 9        |
| 7    | Paul Pogba             | Manchester United | 9        |
| 10   | Michail Antonio        | West Ham          | 8        |
| 10   | Kevin De Bruyne        | Manchester City   | 8        |
| 10   | Gabriel Jesus          | Manchester City   | 8        |
| 10   | James Maddison         | Leicester         | 8        |
| 10   | Dejan Kulusevski       | Tottenham         | 8        |

### Clean sheets
| Pos. | Jogador           | Equipe                 | Clean sheets |
| ---- | ----------------- | ---------------------- | ------------ |
| 1    | Alisson           | Liverpool              | 20           |
| 1    | Ederson           | Manchester City        | 20           |
| 3    | Hugo Lloris       | Tottenham              | 16           |
| 4    | Édouard Mendy     | Chelsea                | 14           |
| 5    | Aaron Ramsdale    | Arsenal                | 12           |
| 6    | José Sá           | Wolverhampton          | 11           |
| 6    | Emiliano Martínez | Aston Villa            | 11           |
| 6    | Vicente Guaita    | Crystal Palace         | 11           |
| 6    | Robert Sánchez    | Brighton & Hove Albion | 11           |
| 10   | Nick Pope         | Burnley                | 9            |

### Hat-tricks
| Jogador           | Para              | Contra            | Resultado | Data                    | Ref.   |
| ----------------- | ----------------- | ----------------- | --------- | ----------------------- | ------ |
| Bruno Fernandes   | Manchester United | Leeds United      | 5–1       | 14 de agosto de 2021    | [ 49 ] |
| Roberto Firmino   | Liverpool         | Watford           | 5–0       | 16 de outubro de 2021   | [ 50 ] |
| Mason Mount       | Chelsea           | Norwich City      | 7–0       | 23 de outubro de 2021   | [ 51 ] |
| Joshua King       | Watford           | Everton           | 5–2       | 23 de outubro de 2021   | [ 52 ] |
| Mohamed Salah     | Liverpool         | Manchester United | 5–0       | 24 de outubro de 2021   | [ 53 ] |
| Jack Harrison     | Leeds United      | West Ham          | 3–2       | 16 de janeiro de 2022   | [ 54 ] |
| Raheem Sterling   | Manchester City   | Norwich City      | 4–0       | 12 de fevereiro de 2022 | [ 55 ] |
| Ivan Toney        | Brentford         | Norwich City      | 3–1       | 5 de março de 2022      | [ 56 ] |
| Cristiano Ronaldo | Manchester United | Tottenham         | 3–2       | 12 de março de 2022     | [ 57 ] |
| Son Heung-min     | Tottenham         | Aston Villa       | 4–0       | 9 de abril de 2022      | [ 58 ] |
| Cristiano Ronaldo | Manchester United | Norwich City      | 3–2       | 16 de abril de 2022     | [ 59 ] |

### Poker-tricks
| Jogador         | Para            | Contra        | Resultado | Data                | Ref.   |
| --------------- | --------------- | ------------- | --------- | ------------------- | ------ |
| Gabriel Jesus   | Manchester City | Watford       | 5–1       | 23 de abril de 2022 | [ 60 ] |
| Kevin De Bruyne | Manchester City | Wolverhampton | 5–1       | 11 de maio de 2022  | [ 61 ] |

## Prêmios

### Prêmios mensais
| Mês       | Treinador do mês    | Treinador do mês | Jogador do mês         | Jogador do mês    | Gol do mês          | Gol do mês        | Referências          |
| Mês       | Treinador           | Clube            | Jogador                | Clube             | Jogador             | Clube             | Referências          |
| --------- | ------------------- | ---------------- | ---------------------- | ----------------- | ------------------- | ----------------- | -------------------- |
| Agosto    | Nuno Espírito Santo | Tottenham        | Michail Antonio        | West Ham          | Danny Ings          | Aston Villa       | [ 62 ] [ 63 ] [ 64 ] |
| Setembro  | Mikel Arteta        | Arsenal          | Cristiano Ronaldo      | Manchester United | Andros Townsend     | Everton           | [ 65 ] [ 66 ] [ 67 ] |
| Outubro   | Thomas Tuchel       | Chelsea          | Mohamed Salah          | Liverpool         | Mohamed Salah       | Liverpool         | [ 68 ] [ 69 ] [ 70 ] |
| Novembro  | Pep Guardiola       | Manchester City  | Trent Alexander-Arnold | Liverpool         | Rodri               | Manchester City   | [ 71 ] [ 72 ] [ 73 ] |
| Dezembro  | Pep Guardiola       | Manchester City  | Raheem Sterling        | Manchester City   | Alexandre Lacazette | Arsenal           | [ 74 ] [ 75 ] [ 76 ] |
| Janeiro   | Bruno Lage          | Wolverhampton    | David De Gea           | Manchester United | Mateo Kovačić       | Chelsea           | [ 77 ] [ 78 ] [ 79 ] |
| Fevereiro | Eddie Howe          | Newcastle        | Joël Matip             | Liverpool         | Wilfried Zaha       | Crystal Palace    | [ 80 ] [ 81 ] [ 82 ] |
| Março     | Mikel Arteta        | Arsenal          | Harry Kane             | Tottenham         | Cristiano Ronaldo   | Manchester United | [ 83 ] [ 84 ] [ 85 ] |
| Abril     | Mike Jackson        | Burnley          | Cristiano Ronaldo      | Manchester United | Miguel Almirón      | Newcastle         | [ 86 ] [ 87 ] [ 88 ] |

### Prêmios anuais
| Prêmio                   | Jogador         | Equipe          | Ref.   |
| ------------------------ | --------------- | --------------- | ------ |
| Jogador do Ano PFA       | Mohamed Salah   | Liverpool       |        |
| Jogador Jovem do Ano PFA | Phil Foden      | Manchester City |        |
| Jogador do Ano FWA       | Mohamed Salah   | Liverpool       | [ 89 ] |
| Treinador do Ano         | Jürgen Klopp    | Liverpool       | [ 90 ] |
| Jogador do Ano           | Kevin De Bruyne | Manchester City | [ 91 ] |
| Jogador Jovem do Ano     | Phil Foden      | Manchester City | [ 92 ] |
| Playmaker do Ano         | Mohamed Salah   | Liverpool       | [ 93 ] |
| Chuteira de Ouro         | Son Heung-min   | Tottenham       | [ 94 ] |
| Chuteira de Ouro         | Mohamed Salah   | Liverpool       | [ 94 ] |
| Luva de Ouro             | Ederson         | Manchester City | [ 95 ] |
| Luva de Ouro             | Alisson         | Liverpool       | [ 95 ] |

### Equipe do Ano PFA
| Pos. | Jogador                | Clube             |
| ---- | ---------------------- | ----------------- |
| G    | Alisson                | Liverpool         |
| LD   | João Cancelo           | Manchester City   |
| Z    | Virgil van Dijk        | Liverpool         |
| Z    | Antonio Rüdiger        | Chelsea           |
| LE   | Trent Alexander-Arnold | Liverpool         |
| M    | Kevin De Bruyne        | Manchester City   |
| M    | Thiago Alcântara       | Liverpool         |
| M    | Bernardo Silva         | Manchester City   |
| A    | Mohamed Salah          | Liverpool         |
| A    | Cristiano Ronaldo      | Manchester United |
| A    | Sadio Mané             | Liverpool         |